# 上博阿维斯塔
上博阿维斯塔是巴西马托格罗索州的一个市镇。总面积2241.826平方公里，总人口5066人，人口密度2.3人/平方公里。